# Zaydan Qahramana
Zaydan Qahramana, var en qahramana (hovdam) i tjänst vid abbasidernas harem under kalifen Al-Muqtadirs regeringstid 908-929. 
Hon anförtroddes ansvaret för kronjuvelerna. Hon anlitades också för att övervaka viktiga statsfångar. Bland dessa fångar fanns visiren Ibn al-Furat under en tid då han var i onåd hos kalifen. Hon såg till att han återfick sin gunst och ställning genom sina kontakter i haremet. Han belönade henne med mark och pengar, och de fortsatte ett viktigt politiskt samarbete i resten av sina respektive karriärer. 